# 내 남자친구의 결혼식
《내 남자친구의 결혼식》(영어: My Best Friend's Wedding)는 1997년에 개봉한 미국의 로맨틱 코미디 영화이다.

## KBS 성우진 (2001년 3월 31일)
- 강희선 - 줄리안 포터(줄리아 로버츠)
- 홍시호 - 마이클 오닐(더못 멀로니)
- 이선 - 키미 왈라스(카메론 디아즈)
- 구자형 - 조지 다운즈(루퍼트 에버렛)
- 최흘 - 월터 왈라스 (키미의 아빠)(필립 보스코)
- 최옥희 - 이자벨 왈라스 (키미의 엄마)(수전 설리번)
- 유제상 - 옷 가게 직원(조브 쎄르니)
- 박은숙 - 아만다 뉴하우스(캐리 프레스턴) / 의상 디자이너(로즈 엡두) / 월터의 비서(니디아 테라시나)
- 박상훈 - 주방장(찰리 트로터)
- 김정주 - 사만다 뉴하우스(레이철 그리피스)
- 서광재 - 조 오닐 (마이클의 아버지)(M. 에멧 월시)
- 은영선 - 결혼식 하객(셜리 캐리)
- 정훈석 - 스코티 오닐 (마이클의 동생)(크리스토퍼 마스터슨)